# Monety okolicznościowe 2 złote (III RP)
Monety okolicznościowe o nominale 2 złote emitowane były przez Narodowy Bank Polski od kwietnia 1995 do kwietnia 2014 roku. Monety były bite stemplem zwykłym i mają status monet obiegowych, są więc prawnym środkiem płatniczym w Polsce. W pierwszym roku numizmaty były bite w miedzioniklu (CuNi). Od roku 1996 emitent zmienił materiał na stop Nordic Gold (CuAl5Zn5Sn1). Monety były kontynuacją nominałów 20000 zł, które w wyniku denominacji zostały zastąpione aktualnym nominałem. Moneta 100. rocznica urodzin Jana Karskiego zakończyła liczącą 260 motywów kolekcję monet o tym nominale. Od maja 2014 dwuzłotówki zastąpione zostały bilonem okolicznościowym o nominale 5 złotych.
Monety okolicznościowe emitowane były z okazji ważnych wydarzeń, wybitnych osobistości, polskich miast, województw czy zabytków kultury materialnej. Część kolekcji została pogrupowana w 16 seriach: Dzieje Złotego, Herby województw, Historia Jazdy Polskiej, Historia polskiej muzyki rozrywkowej, Historyczne Miasta Polski, Miasta w Polsce, Polska droga do wolności, Polscy Malarze XIX/XX wieku, Polscy Podróżnicy i Badacze, Polski Rok Obrzędowy, Poczet królów i książąt polskich, Polskie Kluby Piłkarskie, Polskie okręty, Wielkie Bitwy, Zabytki Kultury Materialnej w Polsce/Zabytki Rzeczypospolitej (dawniej Zamki i Pałace w Polsce), Zwierzęta Świata, część wydano w formie tematów indywidualnych.

## Informacje ogólne
Głównym projektantem awersów dwuzłotowych monet okolicznościowych była Ewa Tyc-Karpińska. Awersy numizmatów Rok 2000 – przełom tysiącleci oraz 10 lat Wielkiej Orkiestry Świątecznej Pomocy zaprojektował Robert Kotowicz, natomiast awersy monet serii Herby województw – Urszula Walerzak. Projektanci rewersów są zestawieni w tabeli.

### Monety miedzioniklowe
Miedzioniklowe monety okolicznościowe o nominale 2 złote bito tylko w 1995 roku.
- średnica: 29,5 mm
- masa: 10,8 g
- stop: miedzionikiel
- rant: ząbkowany/gładki

### Monety ze stopunordic gold
Monety okolicznościowe o nominale 2 złote stopu nordic gold były bite od roku 1996. Na pierwszej monecie pojawił się wizerunek Zygmunta II Augusta.
- średnica: 27 mm
- masa: 8,15 g
- stop: nordic gold
- rant:
  - od roku 1996 do 1998 oraz dwie pierwsze monety z roku 1999 posiadały rant gładki.
  - od trzeciej monety w roku 1999 do końca 2000 roku monety posiadały napis „NARODOWY BANK POLSKI”.
  - od roku 2001 monety posiadają ośmiokrotnie powtórzony napis „NBP”. co drugi odwrócony o 180°.

#### Wyjątki
Rok 2000 – przełom tysiącleci
- masa: 8,31 g
- stop: moneta bimetaliczna, pierścień: nordic gold, środek: miedzionikiel

10 lat Wielkiej Orkiestry Świątecznej Pomocy
- masa: 7,74 g
- moneta jako jedyna ma otwór

50-lecie Programu 3 Polskiego Radia
- kształt kwiat hiszpański

### Wizerunki awersów
Najczęściej pojawiającym się wizerunkiem na awersie monet 2 złotowych okolicznościowych był orzeł z rokiem emisji. Niewielka część emisji ma indywidualnie zaprojektowane wizerunki. Osobne projekty posiadają monety należące do serii, ale zdarzały się też wyjątki.
| Monety                                              | Liczba monet | Opis wizerunku | Projektant        | Rok emisji |
| --------------------------------------------------- | ------------ | --- | ----------------- | ---------- |
| Wszystkie niemające indywidualnych projektów awersu | 174          | Wizerunek orła ustalony dla godła Rzeczypospolitej Polskiej. Po bokach orła oznaczenie roku emisji, poniżej orła napis: ZŁ 2 ZŁ. W otoku napis: RZECZPOSPOLITA POLSKA, poprzedzony oraz zakończony sześcioma perełkami. Pod orłem, po prawej stronie, znak mennicy: M/W. | Ewa Tyc-Karpińska | 1995–2014  |
| Seria Zamki i pałace w Polsce                       | 6            | Wizerunek orła ustalony dla godła Rzeczypospolitej Polskiej, ujęty w kole z lilijkami. Po bokach orła oznaczenie roku emisji. W otoku napis: RZECZPOSPOLITA POLSKA ZŁ 2 ZŁ. | Ewa Tyc-Karpińska | 1995–2000  |
| Seria Zwierzęta Świata                              | 19           | Wizerunek orła ustalony dla godła Rzeczypospolitej Polskiej. Pod orłem oznaczenie roku emisji, poniżej napis: ZŁ 2 ZŁ. Po bokach łap orła stylizowane wizerunki flagi państwowej. U góry półkolem napis: RZECZPOSPOLITA POLSKA. Pod lewą łapą orła znak mennicy: M/W. | Ewa Tyc-Karpińska | 1995–2014  |
| Rok 2000 – przełom tysiącleci                       | 1            | W centralnej części wizerunek orła ustalony dla godła Rzeczypospolitej Polskiej. Wokół orła dekoracyjny relief. U góry półkolem napis: RZECZPOSPOLITA POLSKA, u dołu półkolem oznaczenie roku emisji: 2000 oraz napis: 2 ZŁOTE. Pod lewą łapą orła znak mennicy: M/W. | Robert Kotowicz   | 2000       |
| Seria Polscy Malarze XIX/XX w.                      | 10           | Wizerunek orła ustalony dla godła Rzeczypospolitej Polskiej, z lewej strony stylizowany wizerunek palety i dwóch pędzli. u dołu napis: 2 ZŁ, u góry półkolem napis: RZECZPOSPOLITA POLSKA oraz oznaczenie roku emisji. Pod lewą łapą orła znak mennicy: M/W. | Ewa Tyc-Karpińska | 2002–2012  |
| 10 lat Wielkiej Orkiestry Świątecznej Pomocy        | 1            | W centralnej części okrągły otwór. Wokół, na tle ozdobnego reliefu, stylizowane rysunki dziecięce przedstawiające chłopca i dziewczynkę latających i grających na trąbkach oraz figury geometryczne. U dołu wizerunek orła ustalony dla godła Rzeczypospolitej Polskiej. Z lewej strony orła oznaczenie roku emisji: 2003, z prawej napis: 2 ZŁ. U góry półkolem napis: RZECZPOSPOLITA POLSKA. Pod lewą łapą orła znak mennicy: M/W. | Robert Kotowicz   | 2003       |
| Jan Paweł II – 25-lecie pontyfikatu                 | 1            | Na tle stylizowanego krzyża: z prawej strony u dołu wizerunek orła ustalony dla godła Rzeczypospolitej Polskiej; poniżej, w środkowej części napis: 2 ZŁ; nad orłem napis: RZECZPOSPOLITA POLSKA i oznaczenie roku emisji: 2003. Pod lewą łapą orła znak mennicy: M/W. | Ewa Tyc-Karpińska | 2003       |
| Seria Herby Województw                              | 16           | Wizerunek orła, ustalony dla godła Rzeczypospolitej Polskiej, na tle mapy Polski oraz napisy: 2 ZŁ, RZECZPOSPOLITA POLSKA i oznaczenie roku emisji. Pod lewą łapą orła znak mennicy: M/W. | Urszula Walerzak  | 2004–2005  |
| Seria Historyczne Miasta Polski                     | 32           | W centralnej części wizerunek orła ustalony dla godła Rzeczypospolitej Polskiej. Z prawej strony napis: 2 ZŁ. U góry półkolem napis: RZECZPOSPOLITA POLSKA oraz oznaczenie roku emisji. Poniżej orła stylizowany fragment muru miejskiego z blankami oraz z bramą o rozwartych wrotach, z uniesioną kratą w prześwicie. Pod lewą łapą orła znak mennicy: M/W.                                                                        | Ewa Tyc-Karpińska | 2005–2008  |

## Monety okolicznościowe 2 złote według dat emisji

### Rok 1995
| Moneta                                               | Seria                   | Data emisji     | Nakład  | Projektant rewersu   | Wizerunek monety |
| ---------------------------------------------------- | ----------------------- | --------------- | ------- | -------------------- | ---------------- |
| Katyń, Miednoje, Charków 1940                        |                         | 3 kwietnia      | 300 000 | Roussanka Nowakowska | awers i rewers   |
| Sum (Silurus glanis)                                 | Zwierzęta Świata        | 12 czerwca      | 300 000 | Roussanka Nowakowska | awers i rewers   |
| 75. rocznica bitwy warszawskiej                      |                         | 11 sierpnia     | 300 000 | Ewa Tyc-Karpińska    | awers i rewers   |
| Pałac Królewski w Łazienkach                         | Zamki i pałace w Polsce | 20 września     | 287 300 | Ewa Tyc-Karpińska    | awers i rewers   |
| 100 lat nowożytnych Igrzysk Olimpijskich (1896–1996) |                         | 30 października | 350 000 | Robert Kotowicz      | awers i rewers   |
| Igrzyska XXVI Olimpiady – Atlanta 1996               |                         | 15 listopada    | 300 000 | Robert Kotowicz      | awers i rewers   |

### Rok 1996
| Moneta                         | Seria                            | Data emisji     | Nakład  | Projektant rewersu   | Wizerunek monety |
| ------------------------------ | -------------------------------- | --------------- | ------- | -------------------- | ---------------- |
| Zygmunt II August (1548–1572)  | Poczet królów i książąt polskich | 27 maja         | 200 000 | Ewa Tyc-Karpińska    | awers i rewers   |
| Jeż (Erinaceus europaeus)      | Zwierzęta Świata                 | 15 lipca        | 300 000 | Roussanka Nowakowska | awers i rewers   |
| Zamek w Lidzbarku Warmińskim   | Zamki i pałace w Polsce          | 16 października | 300 000 | Andrzej Nowakowski   | awers i rewers   |
| Henryk Sienkiewicz (1846–1916) |                                  | 6 listopada     | 300 000 | Robert Kotowicz      | awers i rewers   |

### Rok 1997
| Moneta                                                    | Seria                            | Data emisji    | Nakład  | Projektant rewersu   | Wizerunek monety |
| --------------------------------------------------------- | -------------------------------- | -------------- | ------- | -------------------- | ---------------- |
| Stefan Batory (1576–1586)                                 | Poczet królów i książąt polskich | 30 czerwca     | 315 000 | Ewa Tyc-Karpińska    | awers i rewers   |
| Jelonek rogacz (Lucanus cervus)                           | Zwierzęta Świata                 | 9 września     | 315 000 | Andrzej Nowakowski   | awers i rewers   |
| Zamek w Pieskowej Skale                                   | Zamki i pałace w Polsce          | 6 października | 315 000 | Roussanka Nowakowska | awers i rewers   |
| 200-lecie urodzin Pawła Edmunda Strzeleckiego (1797–1873) | Polscy Podróżnicy i Badacze      | 17 listopada   | 420 000 | Roussanka Nowakowska | awers i rewers   |

### Rok 1998
| Moneta                                     | Seria                            | Data emisji | Nakład  | Projektant rewersu  | Wizerunek monety |
| ------------------------------------------ | -------------------------------- | ----------- | ------- | ------------------- | ---------------- |
| XVIII Zimowe Igrzyska Olimpijskie w Nagano |                                  | 25 lutego   | 420 000 | Robert Kotowicz     | awers i rewers   |
| Zygmunt III Waza (1587–1632)               | Poczet królów i książąt polskich | 29 kwietnia | 420 000 | Ewa Tyc-Karpińska   | awers i rewers   |
| Zamek w Kórniku                            | Zamki i pałace w Polsce          | 20 maja     | 400 000 | Ewa Olszewska-Borys | awers i rewers   |
| Ropucha paskówka (Bufo calamita)           | Zwierzęta Świata                 | 20 maja     | 420 000 | Ewa Tyc-Karpińska   | awers i rewers   |
| 100-lecie odkrycia radu i polonu           |                                  | 17 czerwca  | 420 000 | Robert Kotowicz     | awers i rewers   |
| 80. rocznica odzyskania niepodległości     |                                  | 9 listopada | 400 000 | Ewa Tyc-Karpińska   | awers i rewers   |
| 200-lecie urodzin Adama Mickiewicza        |                                  | 2 grudnia   | 400 000 | Ewa Tyc-Karpińska   | awers i rewers   |

### Rok 1999
| Moneta                                                  | Seria                            | Data emisji    | Nakład  | Projektant rewersu   | Wizerunek monety |
| ------------------------------------------------------- | -------------------------------- | -------------- | ------- | -------------------- | ---------------- |
| 100. rocznica śmierci Ernesta Malinowskiego (1818–1899) | Polscy Podróżnicy i Badacze      | 23 lutego      | 450 000 | Robert Kotowicz      | awers i rewers   |
| 150. rocznica śmierci Juliusza Słowackiego (1809–1849)  |                                  | 24 marca       | 420 000 | Robert Kotowicz      | awers i rewers   |
| Wilk (Canis lupus)                                      | Zwierzęta Świata                 | 14 kwietnia    | 450 000 | Roussanka Nowakowska | awers i rewers   |
| Wejście Polski do NATO                                  | Polska droga do wolności         | 23 czerwca     | 450 000 | Ewa Tyc-Karpińska    | awers i rewers   |
| 150. rocznica śmierci Fryderyka Chopina                 |                                  | 15 września    | 450 000 | Roussanka Nowakowska | awers i rewers   |
| 500. rocznica urodzin Jana Łaskiego                     |                                  | 5 października | 450 000 | Ewa Tyc-Karpińska    | awers i rewers   |
| Władysław IV Waza (1632–1648)                           | Poczet królów i książąt polskich | 3 listopada    | 500 000 | Ewa Tyc-Karpińska    | awers i rewers   |
| Pałac Potockich w Radzyniu Podlaskim                    | Zamki i pałace w Polsce          | 1 grudnia      | 450 000 | Ewa Tyc-Karpińska    | awers i rewers   |

### Rok 2000
| Moneta                          | Seria                            | Data emisji  | Nakład    | Projektant rewersu   | Wizerunek monety |
| ------------------------------- | -------------------------------- | ------------ | --------- | -------------------- | ---------------- |
| Rok 2000 – przełom tysiącleci   |                                  | 16 lutego    | 2 000 000 | Robert Kotowicz      | awers i rewers   |
| Wielki Jubileusz Roku 2000      |                                  | 8 marca      | 1 500 000 | Ewa Olszewska-Borys  | awers i rewers   |
| 1000-lecie zjazdu w Gnieźnie    |                                  | 8 marca      | 450 000   | Robert Kotowicz      | awers i rewers   |
| Dudek (Upupa epops)             | Zwierzęta Świata                 | 5 kwietnia   | 500 000   | Roussanka Nowakowska | awers i rewers   |
| Pałac w Wilanowie               | Zamki i pałace w Polsce          | 17 maja      | 500 000   | Andrzej Nowakowski   | awers i rewers   |
| 1000-lecie Wrocławia            |                                  | 7 czerwca    | 500 000   | Roussanka Nowakowska | awers i rewers   |
| 20-lecie powstania Solidarności | Polska droga do wolności         | 23 sierpnia  | 620 000   | Robert Kotowicz      | awers i rewers   |
| Jan II Kazimierz (1648–1668)    | Poczet królów i książąt polskich | 27 września  | 450 000   | Ewa Tyc-Karpińska    | awers i rewers   |
| 30. rocznica Grudnia ’70        | Polska droga do wolności         | 16 listopada | 700 000   | Ewa Tyc-Karpińska    | awers i rewers   |

### Rok 2001
| Moneta                                                       | Seria                                | Data emisji    | Nakład    | Projektant rewersu  | Wizerunek monety |
| ------------------------------------------------------------ | ------------------------------------ | -------------- | --------- | ------------------- | ---------------- |
| Szlak bursztynowy                                            |                                      | 21 lutego      | 500 000   | Ewa Tyc-Karpińska   | awers i rewers   |
| Kopalnia soli w Wieliczce                                    | Zabytki Kultury Materialnej w Polsce | 21 marca       | 500 000   | Robert Kotowicz     | awers i rewers   |
| 15-lecie orzecznictwa Trybunału Konstytucyjnego (1986–2001)  |                                      | 18 kwietnia    | 500 000   | Robert Kotowicz     | awers i rewers   |
| Paź królowej (Papilio machaon)                               | Zwierzęta Świata                     | 9 maja         | 600 000   | Andrzej Nowakowski  | awers i rewers   |
| 100. rocznica urodzin Księdza Kardynała Stefana Wyszyńskiego |                                      | 6 czerwca      | 1 200 000 | Ewa Olszewska-Borys | awers i rewers   |
| XII Międzynarodowy Konkurs im. Henryka Wieniawskiego         |                                      | 12 września    | 600 000   | Robert Kotowicz     | awers i rewers   |
| Jan III Sobieski (1674–1696)                                 | Poczet królów i książąt polskich     | 3 października | 500 000   | Robert Kotowicz     | awers i rewers   |
| Michał Siedlecki (1873–1940)                                 | Polscy Podróżnicy i Badacze          | 7 listopada    | 600 000   | Ewa Tyc-Karpińska   | awers i rewers   |
| Kolędnicy                                                    | Polski Rok Obrzędowy                 | 5 grudnia      | 600 000   | Ewa Tyc-Karpińska   | awers i rewers   |

### Rok 2002
| Moneta                                               | Seria                                | Data emisji     | Nakład    | Projektant rewersu   | Wizerunek monety |
| ---------------------------------------------------- | ------------------------------------ | --------------- | --------- | -------------------- | ---------------- |
| Żółw błotny (Emys orbicularis)                       | Zwierzęta Świata                     | 6 lutego        | 750 000   | Andrzej Nowakowski   | awers i rewers   |
| Bronisław Malinowski (1884–1942)                     | Polscy Podróżnicy i Badacze          | 6 marca         | 680 000   | Ewa Tyc-Karpińska    | awers i rewers   |
| Mistrzostwa Świata w Piłce Nożnej 2002 Korea/Japonia |                                      | 8 maja          | 1 000 000 | Robert Kotowicz      | awers i rewers   |
| August II Mocny (1697–1706; 1709–1733)               | Poczet królów i książąt polskich     | 4 września      | 620 000   | Robert Kotowicz      | awers i rewers   |
| Zamek w Malborku                                     | Zabytki Kultury Materialnej w Polsce | 23 października | 680 000   | Roussanka Nowakowska | awers i rewers   |
| Generał broni Władysław Anders (1892–1970)           |                                      | 6 listopada     | 680 000   | Andrzej Nowakowski   | awers i rewers   |
| Jan Matejko (1838–1893)                              | Polscy Malarze XIX/XX wieku          | 11 grudnia      | 700 000   | Ewa Tyc-Karpińska    | awers i rewers   |

### Rok 2003
| Moneta                                                | Seria                            | Data emisji     | Nakład    | Projektant rewersu   | Wizerunek monety |
| ----------------------------------------------------- | -------------------------------- | --------------- | --------- | -------------------- | ---------------- |
| 10 lat Wielkiej Orkiestry Świątecznej Pomocy          |                                  | 8 stycznia      | 2 500 000 | Robert Kotowicz      | awers i rewers   |
| Węgorz europejski (Anguilla anguilla)                 | Zwierzęta Świata                 | 5 lutego        | 450 000   | Ewa Tyc-Karpińska    | awers i rewers   |
| 750-lecie lokacji Poznania                            |                                  | 5 marca         | 600 000   | Urszula Walerzak     | awers i rewers   |
| Śmigus-dyngus                                         | Polski Rok Obrzędowy             | 16 kwietnia     | 600 000   | Robert Kotowicz      | awers i rewers   |
| Generał Brygady Stanisław Maczek (1892–1994)          |                                  | 7 maja          | 700 000   | Andrzej Nowakowski   | awers i rewers   |
| 150-lecie narodzin przemysłu naftowego i gazowniczego |                                  | 21 maja         | 600 000   | Roussanka Nowakowska | awers i rewers   |
| Jan Paweł II – 25 lat pontyfikatu                     |                                  | 24 września     | 2 000 000 | Ewa Tyc-Karpińska    | awers i rewers   |
| Stanisław Leszczyński (1704–1709; 1733–1736)          | Poczet królów i książąt polskich | 15 października | 600 000   | Ewa Tyc-Karpińska    | awers i rewers   |
| Jacek Malczewski (1854–1929)                          | Polscy Malarze XIX/XX wieku      | 10 grudnia      | 600 000   | Ewa Tyc-Karpińska    | awers i rewers   |

### Rok 2004
| Moneta                                              | Seria                       | Data emisji     | Nakład    | Projektant rewersu   | Wizerunek monety |
| --------------------------------------------------- | --------------------------- | --------------- | --------- | -------------------- | ---------------- |
| Morświn (Phocoena phocoena)                         | Zwierzęta Świata            | 28 stycznia     | 800 000   | Urszula Walerzak     | awers i rewers   |
| Województwo dolnośląskie                            | Herby województw            | 28 stycznia     | 700 000   | Andrzej Nowakowski   | awers i rewers   |
| Województwo kujawsko-pomorskie                      | Herby województw            | 20 lutego       | 750 000   | Andrzej Nowakowski   | awers i rewers   |
| Aleksander Czekanowski (1833–1876)                  | Polscy Podróżnicy i Badacze | 19 marca        | 700 000   | Roussanka Nowakowska | awers i rewers   |
| Województwo lubelskie                               | Herby województw            | 19 marca        | 820 000   | Andrzej Nowakowski   | awers i rewers   |
| Województwo lubuskie                                | Herby województw            | 5 kwietnia      | 820 000   | Andrzej Nowakowski   | awers i rewers   |
| 1 złoty z 1924 roku                                 | Dzieje Złotego              | 21 kwietnia     | 800 000   | Andrzej Nowakowski   | awers i rewers   |
| Wstąpienie Polski do Unii Europejskiej              | Polska droga do wolności    | 26 kwietnia     | 1 000 000 | Ewa Tyc-Karpińska    | awers i rewers   |
| Województwo łódzkie                                 | Herby województw            | 17 maja         | 920 000   | Ewa Tyc-Karpińska    | awers i rewers   |
| 15-lecie Senatu III RP                              |                             | 24 maja         | 760 000   | Andrzej Nowakowski   | awers i rewers   |
| Województwo małopolskie                             | Herby województw            | 7 czerwca       | 900 000   | Andrzej Nowakowski   | awers i rewers   |
| Województwo mazowieckie                             | Herby województw            | 8 lipca         | 920 000   | Roussanka Nowakowska | awers i rewers   |
| 85-lecie Policji                                    |                             | 21 lipca        | 760 000   | Robert Kotowicz      | awers i rewers   |
| 60. rocznica Powstania Warszawskiego                |                             | 28 lipca        | 900 000   | Ewa Tyc-Karpińska    | awers i rewers   |
| Igrzyska XXVIII Olimpiady – Ateny 2004              |                             | 9 sierpnia      | 1 000 000 | Urszula Walerzak     | awers i rewers   |
| Województwo opolskie                                | Herby województw            | 20 sierpnia     | 900 000   | Roussanka Nowakowska | awers i rewers   |
| Dożynki                                             | Polski Rok Obrzędowy        | 10 września     | 850 000   | Roussanka Nowakowska | awers i rewers   |
| Województwo podkarpackie                            | Herby województw            | 20 września     | 920 000   | Roussanka Nowakowska | awers i rewers   |
| 100. rocznica utworzenia Akademii Sztuk Pięknych    |                             | 18 października | 850 000   | Roussanka Nowakowska | awers i rewers   |
| Województwo podlaskie                               | Herby województw            | 29 października | 900 000   | Ewa Olszewska-Borys  | awers i rewers   |
| Generał brygady Stanisław F. Sosabowski (1892–1967) |                             | 17 listopada    | 850 000   | Robert Kotowicz      | awers i rewers   |
| Województwo pomorskie                               | Herby województw            | 17 listopada    | 900 000   | Ewa Olszewska-Borys  | awers i rewers   |
| Województwo śląskie                                 | Herby województw            | 1 grudnia       | 1 000 000 | Ewa Olszewska-Borys  | awers i rewers   |
| Stanisław Wyspiański (1869–1907)                    | Polscy Malarze XIX/XX wieku | 15 grudnia      | 900 000   | Robert Kotowicz      | awers i rewers   |

### Rok 2005
| Moneta                                                            | Seria                            | Data emisji     | Nakład    | Projektant rewersu  | Wizerunek monety |
| ----------------------------------------------------------------- | -------------------------------- | --------------- | --------- | ------------------- | ---------------- |
| Mikołaj Rej (1505–1569) – 500. rocznica urodzin                   |                                  | 20 stycznia     | 850 000   | Ewa Olszewska-Borys | awers i rewers   |
| Województwo świętokrzyskie                                        | Herby województw                 | 20 stycznia     | 900 000   | Ewa Olszewska-Borys | awers i rewers   |
| Województwo warmińsko-mazurskie                                   | Herby województw                 | 22 lutego       | 900 000   | Robert Kotowicz     | awers i rewers   |
| Puchacz (Bubo bubo)                                               | Zwierzęta Świata                 | 15 marca        | 990 000   | Andrzej Nowakowski  | awers i rewers   |
| Województwo wielkopolskie                                         | Herby województw                 | 15 marca        | 940 000   | Urszula Walerzak    | awers i rewers   |
| Światowa Wystawa EXPO 2005 – Japonia                              |                                  | 23 marca        | 1 000 000 | Robert Kotowicz     | awers i rewers   |
| Województwo zachodniopomorskie                                    | Herby województw                 | 11 kwietnia     | 900 000   | Ewa Olszewska-Borys | awers i rewers   |
| Żaglowiec (2 zł i 5 zł z 1936 r.)                                 | Dzieje Złotego                   | 27 kwietnia     | 950 000   | Andrzej Nowakowski  | awers i rewers   |
| 60. rocznica zakończenia II wojny światowej                       |                                  | 6 maja          | 1 000 000 | Ewa Tyc-Karpińska   | awers i rewers   |
| Papież Jan Paweł II                                               |                                  | 29 czerwca      | 4 000 000 | Urszula Walerzak    | awers i rewers   |
| 25-lecie NSZZ Solidarność                                         | Polska droga do wolności         | 17 sierpnia     | 1 000 000 | Ewa Olszewska-Borys | awers i rewers   |
| 350-lecie obrony Jasnej Góry                                      |                                  | 24 sierpnia     | 1 000 000 | Ewa Tyc-Karpińska   | awers i rewers   |
| Gniezno                                                           | Historyczne Miasta Polski        | 2 września      | 1 200 000 | Ewa Tyc-Karpińska   | awers i rewers   |
| Kołobrzeg                                                         | Historyczne Miasta Polski        | 19 października | 1 100 000 | Robert Kotowicz     | awers i rewers   |
| Konstanty Ildefons Gałczyński (1905–1953) – 100. rocznica urodzin |                                  | 26 października | 850 000   | Ewa Tyc-Karpińska   | awers i rewers   |
| Włocławek                                                         | Historyczne Miasta Polski        | 18 listopada    | 1 100 000 | Robert Kotowicz     | awers i rewers   |
| Stanisław August Poniatowski (1764-1795)                          | Poczet królów i książąt polskich | 18 listopada    | 990 000   | Ewa Tyc-Karpińska   | awers i rewers   |
| Cieszyn                                                           | Historyczne Miasta Polski        | 6 grudnia       | 1 100 000 | Urszula Walerzak    | awers i rewers   |
| Tadeusz Makowski (1882–1932)                                      | Polscy Malarze XIX/XX wieku      | 6 grudnia       | 900 000   | Urszula Walerzak    | awers i rewers   |

### Rok 2006
| Moneta                                         | Seria                                | Data emisji     | Nakład    | Projektant rewersu   | Wizerunek monety |
| ---------------------------------------------- | ------------------------------------ | --------------- | --------- | -------------------- | ---------------- |
| XX Zimowe Igrzyska Olimpijskie: Turyn 2006     |                                      | 24 stycznia     | 1 200 000 | Robert Kotowicz      | awers i rewers   |
| Jarosław                                       | Historyczne Miasta Polski            | 24 stycznia     | 1 100 000 | Andrzej Nowakowski   | awers i rewers   |
| Bochnia                                        | Historyczne Miasta Polski            | 7 lutego        | 1 100 000 | Ewa Olszewska-Borys  | awers i rewers   |
| Świstak (Marmota marmota)                      | Zwierzęta Świata                     | 28 lutego       | 1 400 000 | Andrzej Nowakowski   | awers i rewers   |
| Elbląg                                         | Historyczne Miasta Polski            | 7 marca         | 1 100 000 | Roussanka Nowakowska | awers i rewers   |
| 10 zł z 1932 r.                                | Dzieje Złotego                       | 29 marca        | 1 000 000 | Andrzej Nowakowski   | awers i rewers   |
| Legnica                                        | Historyczne Miasta Polski            | 5 kwietnia      | 1 100 000 | Andrzej Nowakowski   | awers i rewers   |
| Mistrzostwa Świata w Piłce Nożnej: Niemcy 2006 |                                      | 26 kwietnia     | 1 200 000 | Urszula Walerzak     | awers i rewers   |
| Chełm                                          | Historyczne Miasta Polski            | 15 maja         | 1 100 000 | Ewa Tyc-Karpińska    | awers i rewers   |
| Noc Świętojańska                               | Polski Rok Obrzędowy                 | 25 maja         | 1 000 000 | Robert Kotowicz      | awers i rewers   |
| Żagań                                          | Historyczne Miasta Polski            | 1 czerwca       | 1 100 000 | Urszula Walerzak     | awers i rewers   |
| 30. rocznica Czerwca '76                       | Polska droga do wolności             | 21 czerwca      | 1 000 000 | Ewa Olszewska-Borys  | awers i rewers   |
| Nysa                                           | Historyczne Miasta Polski            | 3 lipca         | 1 100 000 | Ewa Olszewska-Borys  | awers i rewers   |
| Pszczyna                                       | Historyczne Miasta Polski            | 7 sierpnia      | 1 100 000 | Ewa Olszewska-Borys  | awers i rewers   |
| Sandomierz                                     | Historyczne Miasta Polski            | 4 września      | 1 100 000 | Urszula Walerzak     | awers i rewers   |
| Kościół w Haczowie                             | Zabytki Kultury Materialnej w Polsce | 13 września     | 1 000 000 | Urszula Walerzak     | awers i rewers   |
| Chełmno                                        | Historyczne Miasta Polski            | 2 października  | 1 100 000 | Ewa Tyc-Karpińska    | awers i rewers   |
| 100-lecie Szkoły Głównej Handlowej w Warszawie |                                      | 11 października | 1 000 000 | Ewa Tyc-Karpińska    | awers i rewers   |
| 500-lecie wydania Statutu Łaskiego             |                                      | 6 listopada     | 1 000 000 | Roussanka Nowakowska | awers i rewers   |
| Nowy Sącz                                      | Historyczne Miasta Polski            | 6 listopada     | 1 100 000 | Roussanka Nowakowska | awers i rewers   |
| Jeździec piastowski                            | Historia Jazdy Polskiej              | 22 listopada    | 1 000 000 | Ewa Tyc-Karpińska    | awers i rewers   |
| Aleksander Gierymski (1850–1901)               | Polscy Malarze XIX/XX wieku          | 5 grudnia       | 1 000 000 | Roussanka Nowakowska | awers i rewers   |
| Kalisz                                         | Historyczne Miasta Polski            | 5 grudnia       | 1 100 000 | Urszula Walerzak     | awers i rewers   |

### Rok 2007
| Moneta                                                  | Seria                                | Data emisji     | Nakład    | Projektant rewersu   | Wizerunek monety |
| ------------------------------------------------------- | ------------------------------------ | --------------- | --------- | -------------------- | ---------------- |
| Kwidzyn                                                 | Historyczne Miasta Polski            | 2 stycznia      | 1 000 000 | Andrzej Nowakowski   | awers i rewers   |
| Foka szara (Halichoerus grypus)                         | Zwierzęta Świata                     | 17 stycznia     | 1 000 000 | Robert Kotowicz      | awers i rewers   |
| Ignacy Domeyko (1802–1889)                              | Polscy Podróżnicy i Badacze          | 6 lutego        | 900 000   | Roussanka Nowakowska | awers i rewers   |
| Płock                                                   | Historyczne Miasta Polski            | 6 lutego        | 1 000 000 | Robert Kotowicz      | awers i rewers   |
| Łomża                                                   | Historyczne Miasta Polski            | 6 marca         | 1 000 000 | Ewa Olszewska-Borys  | awers i rewers   |
| 75. rocznica złamania szyfru Enigmy                     |                                      | 21 marca        | 900 000   | Ewa Tyc-Karpińska    | awers i rewers   |
| Gorzów Wielkopolski                                     | Historyczne Miasta Polski            | 4 kwietnia      | 1 000 000 | Robert Kotowicz      | awers i rewers   |
| 5 złotych z 1928 roku – Nike                            | Dzieje Złotego                       | 18 kwietnia     | 900 000   | Andrzej Nowakowski   | awers i rewers   |
| Racibórz                                                | Historyczne Miasta Polski            | 9 maja          | 1 000 000 | Ewa Tyc-Karpińska    | awers i rewers   |
| 750-lecie lokacji Krakowa                               |                                      | 22 maja         | 1 200 000 | Robert Kotowicz      | awers i rewers   |
| Świdnica                                                | Historyczne Miasta Polski            | 13 czerwca      | 1 000 000 | Ewa Olszewska-Borys  | awers i rewers   |
| Miasto średniowieczne w Toruniu                         | Zabytki Kultury Materialnej w Polsce | 21 czerwca      | 990 000   | Andrzej Nowakowski   | awers i rewers   |
| Słupsk                                                  | Historyczne Miasta Polski            | 4 lipca         | 1 100 000 | Roussanka Nowakowska | awers i rewers   |
| Przemyśl                                                | Historyczne Miasta Polski            | 2 sierpnia      | 1 100 000 | Urszula Walerzak     | awers i rewers   |
| Stargard Szczeciński                                    | Historyczne Miasta Polski            | 5 września      | 1 100 000 | Roussanka Nowakowska | awers i rewers   |
| Henryk Arctowski i Antoni B. Dobrowolski                | Polscy Podróżnicy i Badacze          | 19 września     | 990 000   | Ewa Tyc-Karpińska    | awers i rewers   |
| 125. rocznica urodzin Karola Szymanowskiego (1882–1937) |                                      | 3 października  | 990 000   | Urszula Walerzak     | awers i rewers   |
| Brzeg                                                   | Historyczne Miasta Polski            | 3 października  | 1 100 000 | Urszula Walerzak     | awers i rewers   |
| Rycerz ciężkozbrojny XV w.                              | Historia Jazdy Polskiej              | 24 października | 990 000   | Roussanka Nowakowska | awers i rewers   |
| Tarnów                                                  | Historyczne Miasta Polski            | 7 listopada     | 1 100 000 | Ewa Olszewska-Borys  | awers i rewers   |
| Leon Wyczółkowski (1852–1936)                           | Polscy Malarze XIX/XX wieku          | 5 grudnia       | 990 000   | Ewa Olszewska-Borys  | awers i rewers   |
| Kłodzko                                                 | Historyczne Miasta Polski            | 5 grudnia       | 1 100 000 | Urszula Walerzak     | awers i rewers   |
| Konrad Korzeniowski/Joseph Conrad (1857–1924)           |                                      | 20 grudnia      | 990 000   | Robert Kotowicz      | awers i rewers   |

### Rok 2008
| Moneta                                                 | Seria                                | Data emisji     | Nakład    | Projektant rewersu        | Wizerunek monety |
| ------------------------------------------------------ | ------------------------------------ | --------------- | --------- | ------------------------- | ---------------- |
| Sokół wędrowny (Falco peregrinus)                      | Zwierzęta Świata                     | 16 stycznia     | 1 600 000 | Roussanka Nowakowska      | awers i rewers   |
| Piotrków Trybunalski                                   | Historyczne Miasta Polski            | 23 stycznia     | 1 100 000 | Ewa Tyc-Karpińska         | awers i rewers   |
| Konin                                                  | Historyczne Miasta Polski            | 5 lutego        | 1 100 000 | Andrzej Nowakowski        | awers i rewers   |
| 40. rocznica Marca '68                                 | Polska droga do wolności             | 5 marca         | 1 400 000 | Andrzej Nowakowski        | awers i rewers   |
| Łowicz                                                 | Historyczne Miasta Polski            | 5 marca         | 1 100 000 | Robert Kotowicz           | awers i rewers   |
| Sybiracy                                               |                                      | 28 marca        | 1 500 000 | Ewa Tyc-Karpińska         | awers i rewers   |
| 65. rocznica powstania w getcie warszawskim            |                                      | 14 kwietnia     | 1 750 000 | Urszula Walerzak          | awers i rewers   |
| Bielsko-Biała                                          | Historyczne Miasta Polski            | 21 kwietnia     | 1 100 000 | Urszula Walerzak          | awers i rewers   |
| Zbigniew Herbert (1924–1998)                           |                                      | 28 maja         | 1 510 000 | Dominika Karpińska-Kopiec | awers i rewers   |
| Kazimierz Dolny                                        | Zabytki Kultury Materialnej w Polsce | 17 czerwca      | 1 380 000 | Ewa Olszewska-Borys       | awers i rewers   |
| Igrzyska XXIX Olimpiady – Pekin 2008                   |                                      | 21 lipca        | 2 000 000 | Urszula Walerzak          | awers i rewers   |
| Bronisław Piłsudski (1866–1918)                        | Polscy Podróżnicy i Badacze          | 29 września     | 1 100 000 | Roussanka Nowakowska      | awers i rewers   |
| 90. rocznica odzyskania niepodległości                 |                                      | 30 października | 1 200 000 | Ewa Olszewska-Borys       | awers i rewers   |
| 450 lat Poczty Polskiej                                |                                      | 17 listopada    | 1 400 000 | Robert Kotowicz           | awers i rewers   |
| 400. rocznica polskiego osadnictwa w Ameryce Północnej |                                      | 15 grudnia      | 1 200 000 | Roussanka Nowakowska      | awers i rewers   |
| 90. rocznica Powstania Wielkopolskiego                 |                                      | 22 grudnia      | 1 100 000 | Urszula Walerzak          | awers i rewers   |

### Rok 2009
| Moneta                                                                                             | Seria                                | Data emisji     | Nakład    | Projektant rewersu        | Wizerunek monety |
| -------------------------------------------------------------------------------------------------- | ------------------------------------ | --------------- | --------- | ------------------------- | ---------------- |
| Husarz XVII wiek                                                                                   | Historia Jazdy Polskiej              | 21 stycznia     | 1 400 000 | Andrzej Nowakowski        | awers i rewers   |
| 90. rocznica utworzenia Najwyższej Izby Kontroli                                                   |                                      | 4 lutego        | 1 200 000 | Urszula Walerzak          | awers i rewers   |
| 180 lat bankowości centralnej w Polsce                                                             |                                      | 27 marca        | 1 300 000 | Ewa Tyc-Karpińska         | awers i rewers   |
| Jaszczurka zielona (Lacerta viridis)                                                               | Zwierzęta Świata                     | 17 kwietnia     | 1 700 000 | Robert Kotowicz           | awers i rewers   |
| Wybory 4 czerwca 1989 roku                                                                         | Polska droga do wolności             | 1 czerwca       | 1 300 000 | Urszula Walerzak          | awers i rewers   |
| Czesław Niemen                                                                                     | Historia polskiej muzyki rozrywkowej | 17 czerwca      | 1 400 000 | Robert Kotowicz           | awers i rewers   |
| 65. rocznica Powstania Warszawskiego – poeci warszawscy: Krzysztof Kamil Baczyński i Tadeusz Gajcy |                                      | 22 lipca        | 1 400 000 | Roussanka Nowakowska      | awers i rewers   |
| 95. rocznica wymarszu Pierwszej Kompanii Kadrowej                                                  |                                      | 3 sierpnia      | 1 000 000 | Roussanka Nowakowska      | awers i rewers   |
| 65. rocznica likwidacji getta w Łodzi                                                              |                                      | 17 sierpnia     | 1 000 000 | Ewa Tyc-Karpińska         | awers i rewers   |
| Wrzesień 1939 roku (Westerplatte)                                                                  |                                      | 24 sierpnia     | 1 400 000 | Dominika Karpińska-Kopiec | awers i rewers   |
| 100. rocznica powstania Tatrzańskiego Ochotniczego Pogotowia Ratunkowego                           |                                      | 18 września     | 1 400 000 | Dominika Karpińska-Kopiec | awers i rewers   |
| Częstochowa – Jasna Góra                                                                           | Miasta w Polsce                      | 21 września     | 1 100 000 | Andrzej Nowakowski        | awers i rewers   |
| 25. rocznica śmierci Księdza Jerzego Popiełuszki                                                   |                                      | 12 października | 1 500 000 | Grzegorz Pfeifer          | awers i rewers   |
| Jędrzejów – Klasztor Cystersów                                                                     | Miasta w Polsce                      | 27 listopada    | 1 100 000 | Andrzej Nowakowski        | awers i rewers   |
| Polacy ratujący Żydów – Irena Sendlerowa, Zofia Kossak, siostra Matylda Getter                     |                                      | 1 grudnia       | 1 400 000 | Roussanka Nowakowska      | awers i rewers   |
| Władysław Strzemiński (1893–1952)                                                                  | Polscy Malarze XIX/XX wieku          | 4 grudnia       | 1 300 000 | Ewa Tyc-Karpińska         | awers i rewers   |
| Trzebnica – Sanktuarium św. Jadwigi                                                                | Miasta w Polsce                      | 9 grudnia       | 1 100 000 | Andrzej Nowakowski        | awers i rewers   |
| 70. rocznica utworzenia Polskiego Państwa Podziemnego                                              |                                      | 10 grudnia      | 1 000 000 | Urszula Walerzak          | awers i rewers   |

### Rok 2010
| Moneta                                          | Seria                                | Data emisji     | Nakład    | Projektant rewersu        | Wizerunek monety |
| ----------------------------------------------- | ------------------------------------ | --------------- | --------- | ------------------------- | ---------------- |
| 65. rocznica oswobodzenia KL Auschwitz-Birkenau |                                      | 21 stycznia     | 1 000 000 | Robert Kotowicz           | awers i rewers   |
| Polska Reprezentacja Olimpijska Vancouver 2010  |                                      | 1 lutego        | 1 400 000 | Ewa Tyc-Karpińska         | awers i rewers   |
| Szwoleżer Gwardii Cesarza Napoleona I           | Historia Jazdy Polskiej              | 1 marca         | 1 400 000 | Andrzej Nowakowski        | awers i rewers   |
| 70. rocznica zbrodni katyńskiej                 |                                      | 8 kwietnia      | 1 000 000 | Urszula Walerzak          | awers i rewers   |
| Podkowiec mały (Rhinolophus hipposideros)       | Zwierzęta Świata                     | 19 kwietnia     | 1 700 000 | Andrzej Nowakowski        | awers i rewers   |
| 100. rocznica Harcerstwa Polskiego              |                                      | 27 maja         | 1 100 000 | Dominika Karpińska-Kopiec | awers i rewers   |
| 95. rocznica urodzin ks. Jana Twardowskiego     |                                      | 1 czerwca       | 1 000 000 | Dominika Karpińska-Kopiec | awers i rewers   |
| Grunwald, Kłuszyn                               | Wielkie Bitwy                        | 1 lipca         | 1 400 000 | Robert Kotowicz           | awers i rewers   |
| Trzemeszno – bazylika                           | Miasta w Polsce                      | 29 lipca        | 1 000 000 | Ewa Tyc-Karpińska         | awers i rewers   |
| 90. rocznica bitwy warszawskiej                 |                                      | 9 sierpnia      | 1 200 000 | Grzegorz Pfeifer          | awers i rewers   |
| Stare Miasto w Warszawie                        | Miasta w Polsce                      | 24 sierpnia     | 1 000 000 | Andrzej Nowakowski        | awers i rewers   |
| Polski sierpień 1980                            |                                      | 27 sierpnia     | 1 400 000 | Urszula Walerzak          | awers i rewers   |
| Kalwaria Zebrzydowska                           | Miasta w Polsce                      | 23 września     | 1 000 000 | Ewa Tyc-Karpińska         | awers i rewers   |
| Benedykt Dybowski (1833–1930)                   | Polscy Podróżnicy i Badacze          | 13 października | 1 200 000 | Ewa Tyc-Karpińska         | awers i rewers   |
| Gorlice                                         | Miasta w Polsce                      | 19 października | 1 000 000 | Roussanka Nowakowska      | awers i rewers   |
| Artur Grottger (1837–1867)                      | Polscy Malarze XIX/XX wieku          | 27 października | 1 300 000 | Roussanka Nowakowska      | awers i rewers   |
| Miechów                                         | Miasta w Polsce                      | 17 listopada    | 1 000 000 | Ewa Tyc-Karpińska         | awers i rewers   |
| Krzeszów                                        | Zabytki Rzeczypospolitej             | 24 listopada    | 1 000 000 | Robert Kotowicz           | awers i rewers   |
| Krzysztof Komeda                                | Historia polskiej muzyki rozrywkowej | 1 grudnia       | 1 400 000 | Roussanka Nowakowska      | awers i rewers   |
| Katowice                                        | Miasta w Polsce                      | 8 grudnia       | 1 000 000 | Roussanka Nowakowska      | awers i rewers   |

### Rok 2011
| Moneta                                                            | Seria                                | Data emisji     | Nakład    | Projektant rewersu        | Wizerunek monety |
| ----------------------------------------------------------------- | ------------------------------------ | --------------- | --------- | ------------------------- | ---------------- |
| Borsuk (Meles meles)                                              | Zwierzęta Świata                     | 27 stycznia     | 1 500 000 | Grzegorz Pfeifer          | awers i rewers   |
| Zofia Stryjeńska (1891–1976)                                      | Polscy Malarze XIX/XX wieku          | 15 lutego       | 1 000 000 | Urszula Walerzak          | awers i rewers   |
| 30. rocznica powstania NZS                                        |                                      | 16 marca        | 800 000   | Ewa Tyc-Karpińska         | awers i rewers   |
| Smoleńsk – pamięci ofiar 10.04.2010 r.                            |                                      | 4 kwietnia      | 800 000   | Anna Wątróbska-Wdowiarska | awers i rewers   |
| Beatyfikacja Jana Pawła II – 1 V 2011                             |                                      | 28 kwietnia     | 1 000 000 | Ewa Tyc-Karpińska         | awers i rewers   |
| Przewodnictwo Polski w Radzie UE                                  |                                      | 1 lipca         | 800 000   | Urszula Walerzak          | awers i rewers   |
| Ułan II Rzeczypospolitej                                          | Historia Jazdy Polskiej              | 15 lipca        | 1 000 000 | Robert Kotowicz           | awers i rewers   |
| Gdynia                                                            | Miasta w Polsce                      | 22 lipca        | 800 000   | Dobrochna Surajewska      | awers i rewers   |
| 300-lecie Pielgrzymki Warszawskiej na Jasną Górę                  |                                      | 1 sierpnia      | 800 000   | Dominika Karpińska-Kopiec | awers i rewers   |
| Czesław Miłosz (1911–2004)                                        |                                      | 12 sierpnia     | 800 000   | Robert Kotowicz           | awers i rewers   |
| Mława                                                             | Miasta w Polsce                      | 24 sierpnia     | 800 000   | Dobrochna Surajewska      | awers i rewers   |
| Ignacy Jan Paderewski                                             |                                      | 29 sierpnia     | 800 000   | Roussanka Nowakowska      | awers i rewers   |
| Powstania śląskie                                                 |                                      | 7 września      | 800 000   | Grzegorz Pfeifer          | awers i rewers   |
| Poznań                                                            | Miasta w Polsce                      | 15 września     | 800 000   | Andrzej Nowakowski        | awers i rewers   |
| Europa bez barier – 100-lecie Towarzystwa Opieki nad Ociemniałymi |                                      | 14 października | 800 000   | Dobrochna Surajewska      | awers i rewers   |
| Łódź                                                              | Miasta w Polsce                      | 17 października | 800 000   | Ewa Tyc-Karpińska         | awers i rewers   |
| Ferdynand Ossendowski (1876–1945)                                 | Polscy Podróżnicy i Badacze          | 4 listopada     | 900 000   | Karolina Karpińska-Kopiec | awers i rewers   |
| Kraków                                                            | Miasta w Polsce                      | 14 listopada    | 800 000   | Karolina Karpińska-Kopiec | awers i rewers   |
| Polonia Warszawa                                                  | Polskie Kluby Piłkarskie             | 18 listopada    | 800 000   | Grzegorz Pfeifer          | awers i rewers   |
| Jeremi Przybora, Jerzy Wasowski                                   | Historia polskiej muzyki rozrywkowej | 8 grudnia       | 800 000   | Roussanka Nowakowska      | awers i rewers   |
| Kalisz                                                            | Miasta w Polsce                      | 15 grudnia      | 800 000   | Andrzej Nowakowski        | awers i rewers   |

### Rok 2012
| Moneta                                                      | Seria                                | Data emisji     | Nakład    | Projektant rewersu        | Wizerunek monety |
| ----------------------------------------------------------- | ------------------------------------ | --------------- | --------- | ------------------------- | ---------------- |
| Wielka Orkiestra Świątecznej Pomocy – 20 lat                |                                      | 5 stycznia      | 1 000 000 | Urszula Walerzak          | awers i rewers   |
| 150-lecie bankowości spółdzielczej w Polsce                 |                                      | 23 lutego       | 700 000   | Dominika Karpińska-Kopiec | awers i rewers   |
| Polacy ratujący Żydów – rodziny Ulmów, Kowalskich, Baranków |                                      | 15 marca        | 800 000   | Grzegorz Pfeifer          | awers i rewers   |
| 50-lecie Programu 3 Polskiego Radia                         |                                      | 30 marca        | 800 000   | Dobrochna Surajewska      | awers i rewers   |
| Stefan Banach                                               |                                      | 3 kwietnia      | 800 000   | Robert Kotowicz           | awers i rewers   |
| Niszczyciel Błyskawica                                      | Polskie okręty                       | 26 kwietnia     | 800 000   | Andrzej Nowakowski        | awers i rewers   |
| 150 lat Muzeum Narodowego w Warszawie                       |                                      | 15 maja         | 800 000   | Ewa Tyc-Karpińska         | awers i rewers   |
| Mistrzostwa Europy w Piłce Nożnej UEFA 2010-12              |                                      | 1 czerwca       | 1 000 000 | Urszula Walerzak          | awers i rewers   |
| Polska Reprezentacja Olimpijska Londyn 2012                 |                                      | 12 lipca        | 1 000 000 | Andrzej Nowakowski        | awers i rewers   |
| Krzemionki Opatowskie                                       | Zabytki Kultury Materialnej w Polsce | 18 lipca        | 800 000   | Ewa Tyc-Karpińska         | awers i rewers   |
| Okręt podwodny Orzeł                                        | Polskie okręty                       | 14 sierpnia     | 800 000   | Andrzej Nowakowski        | awers i rewers   |
| Bolesław Prus                                               |                                      | 20 września     | 800 000   | Roussanka Nowakowska      | awers i rewers   |
| Lekki krążownik Dragon                                      | Polskie okręty                       | 18 października | 800 000   | Andrzej Nowakowski        | awers i rewers   |
| Piotr Michałowski (1800–1855)                               | Polscy Malarze XIX/XX wieku          | 28 listopada    | 800 000   | Dobrochna Surajewska      | awers i rewers   |
| Niszczyciel Piorun                                          | Polskie okręty                       | 12 grudnia      | 800 000   | Andrzej Nowakowski        | awers i rewers   |

### Rok 2013
| Moneta                                                                                 | Seria                                | Data emisji     | Nakład    | Projektant rewersu    | Wizerunek monety |
| -------------------------------------------------------------------------------------- | ------------------------------------ | --------------- | --------- | --------------------- | ---------------- |
| 100 lat Teatru Polskiego w Warszawie                                                   |                                      | 15 stycznia     | 800 000   | Urszula Walerzak      | awers i rewers   |
| 150. rocznica Powstania Styczniowego                                                   |                                      | 16 stycznia     | 800 000   | Roussanka Nowakowska  | awers i rewers   |
| Kuter rakietowy Gdynia                                                                 | Polskie okręty                       | 13 marca        | 800 000   | Grzegorz Pfeifer      | awers i rewers   |
| Cyprian Norwid (1821–1883)                                                             |                                      | 8 kwietnia      | 800 000   | Ewa Tyc-Karpińska     | awers i rewers   |
| Niszczyciel rakietowy Warszawa                                                         | Polskie okręty                       | 26 kwietnia     | 800 000   | Grzegorz Pfeifer      | awers i rewers   |
| Okręt transportowo-minowy Lublin                                                       | Polskie okręty                       | 19 czerwca      | 800 000   | Grzegorz Pfeifer      | awers i rewers   |
| Warta Poznań                                                                           | Polskie Kluby Piłkarskie             | 3 lipca         | 800 000   | Urszula Walerzak      | awers i rewers   |
| Fregata rakietowa Gen. K. Pułaski                                                      | Polskie okręty                       | 12 sierpnia     | 800 000   | Grzegorz Pfeifer      | awers i rewers   |
| Witold Lutosławski                                                                     |                                      | 18 września     | 800 000   | Sebastian Mikołajczak | awers i rewers   |
| 200. rocznica śmierci księcia Józefa Poniatowskiego                                    |                                      | 9 października  | 800 000   | Grzegorz Pfeifer      | awers i rewers   |
| 50-lecie działalności Polskiego Stowarzyszenia na rzecz Osób z Upośledzeniem Umysłowym |                                      | 24 października | 800 000   | Dobrochna Surajewska  | awers i rewers   |
| Żubr (Bison bonasus)                                                                   | Zwierzęta Świata                     | 24 października | 1 000 000 | Dobrochna Surajewska  | awers i rewers   |
| 200-lecie urodzin Hipolita Cegielskiego                                                |                                      | 20 listopada    | 800 000   | Sebastian Mikołajczak | awers i rewers   |
| Agnieszka Osiecka                                                                      | Historia polskiej muzyki rozrywkowej | 5 grudnia       | 800 000   | Dobrochna Surajewska  | awers i rewers   |

### Rok 2014
| Moneta                                     | Seria            | Data emisji | Nakład    | Projektant rewersu    | Wizerunek monety |
| ------------------------------------------ | ---------------- | ----------- | --------- | --------------------- | ---------------- |
| Polska Reprezentacja Olimpijska Soczi 2014 |                  | 23 stycznia | 800 000   | Robert Kotowicz       | awers i rewers   |
| Konik polski (Equus caballus gmelini)      | Zwierzęta Świata | 24 lutego   | 800 000   | Tadeusz Tchórzewski   | awers i rewers   |
| Kanonizacja Jana Pawła II – 27 IV 2014     |                  | 15 kwietnia | 1 600 000 | Andrzej Nowakowski    | awers i rewers   |
| 100. rocznica urodzin Jana Karskiego       |                  | 24 kwietnia | 700 000   | Sebastian Mikołajczak | awers i rewers   |